# Ullambana-Sutra
Das Ullambana-Sutra (chinesisch 盂蘭盆經 / 盂兰盆经, Pinyin Yúlánpénjīng, W.-G. Yü-lan-p'en ching; kor. 우란분경 Uranbun gyeong; jap. 盂蘭盆経 Urabon kyō; viet. Vu lan bồn kinh; „Allerseelen-Sutra“; NJ 303; Taishō XVI, No. 685) ist ein apokryphes Mahayana-Sutra, aus dem 4. oder 5. Jahrhundert, dessen angebliche Übersetzung Dharmarakṣa d. Ä. (竺法護 / 竺法护,  Zhú Fǎhù) um 300 zugeschrieben wird. Das Sanskrit-Wort ullambana und avalambana bedeutet „kopfüber aufgehängt sein“ und soll die Leiden der niederen Daseinsbereiche symbolisieren.
Heutige Forschung geht davon aus, dass das Sutra nicht auf einem Sanskrittext basiert und mithin auch nicht von Dharmarakṣa übersetzt wurde, sondern, wahrscheinlich im 6. Jahrhundert, in China entstanden ist. 

## Ullambana als Fest
Durch das Sutra wird das vielseitige buddhistische Zeremoniell des Allerseelenfestes (15. des 7. Monats, später dann 13. bis 16.) mit Allerseelen-Opfer (盂蘭盆供養 urabon-kuyō), besonders für Vater und Mutter der jetzigen und 7 früheren Generationen, als von Shakyamuni herrührend dargestellt. Eine japanische Abschrift ist aus dem 15. Jahr Tempyō (743) 1 Fasz. erhalten. Auf Art und Inhalt des Festes hatten taoistische und tantrische Schriften großen Einfluss.
Es wird traditionell am Vollmondtag des siebten Monats nach dem traditionellen Mondkalender gefeiert (2010, am 24. August nach dem gregorianischen Kalender), im heutigen Japan seit der Kalenderreform während der Meiji-Restauration um den 15. Juli als Obon.
Die Ursprünge gehen auf das hinduistische Dīvalī-Fest (auch Dīpāvalī; wörtlich „Lichterfest“), verschmolzen mit Avalambana, der Pretaspeisung und den, am selben Tag abgehaltenen, daoistischen Zhōngyuán-Riten, veraltend auch Chung-yuen-Riten (中元節 / 中元节), zurück. Die Einführung der „Lichtkomponente“ des O-Bon – von Basil H. Chamberlain als „Laternenfest“ bezeichnet – fand in Japan erst 1230 auf Anordnung des Tennōs Go-Horikawa statt. Das „Abbrennen von Scheiterhaufen“, oft in Form des Zeichens Dai (大 だい, dt. „groß“) – daher Daimonji no hi, 大文字の火 だいもんじの火, dt. wörtlich das „Große-Schriftzeichen-Feuer“ genannt – am Abend des 16. soll auf Kōbō Daishi zurückgehen, jedenfalls hat es seinen Ursprung in den Shingon- bzw. Tendai-Riten. Die japanische tantrische Schule hat auch eine Vielzahl von Pretaspeisungs-Opferriten (u. a. Segaki-ho, Ikitama-e) geschaffen.
Weiterhin wird eine Verbindung mit dem parsischen Fravardigan-Fest angenommen, bei dem die Anbetung der Seelen der Verstorbenen (iran. uravan) von zentraler Bedeutung ist.
Angesichts der Tendenz, dass dieses Fest als „Geisterfest“ – ähnlich dem angelsächsischen Halloween – zunehmend der Belustigung dient, sind buddhistische Kreise in China bestrebt, den religiösen Gehalt des Festes zu bewahren.